# Raiatea
Raiatea, également orthographié Raìātea (graphie Turo Raapoto) ou Raʻiātea (graphie de l'Académie tahitienne) est une île de Polynésie française faisant partie des îles Sous-le-Vent dans l'archipel de la Société. Elle est la quatrième plus grande île après Tahiti, Nuku Hiva et Hiva Oa. L'île est située à 4,5 km au sud de Tahaa, à 34 km à l'ouest-sud-ouest de Huahine et à 201 km à l'ouest-nord-ouest de Tahiti.
Elle partage le même lagon que l'île de Taha'a. Elle a pour ville principale Uturoa, et est divisée en trois communes, Uturoa, Taputapuatea et Tumaraa.
L’île est reconnue comme État indépendant en 1847 (Convention de Jarnac), mais est devenue officiellement française en 1888.
Il s'agit de la troisième île de la collectivité par sa population derrière Tahiti et Moorea.

## Toponymie
Jadis appelé Hava’ī’ī (nom similaire aux noms de Hawaï et de Savai'i), le nom de l'île aujourd'hui est Ra’iātea.
Raʻiātea s'analyse clairement par le tahitien ra’i 'ciel' ātea 'clair et dégagé', faisant référence à des nuages clairsemés, typiques de l'île pour les navigateurs polynésiens.

## Histoire

### Mythes et légendes

#### Formation
Les mythes polynésiens racontent que les îles de Taha’a et Ra’iātea ne formaient qu'une seule et même île, qu'un géant aurait de colère séparées d'un grand coup de main, à la suite d'un chagrin d'amour. De fait les deux îles ne formaient qu'une seule et même entité il y a 2,4 millions d'années comme en témoigne leur lagon commun.

#### Peuplement
Ra’iātea est communément surnommée l’Île sacrée, de par son statut privilégié dans la culture traditionnelle locale, qui lui attribue généralement le nom mā’ohi de Hawaiki Nui ou Havai’i Nui (havai’i, "monde souterrain", "patrie polynésienne" et nui, "grand"). Havai’i Nui est une île mythique, berceau du peuple et de la culture polynésienne, où les premiers Māoris auraient débarqué, il y a plus de mille ans sur d'immenses pirogues.
D'après les traditions des naturels, Ra’iātea aurait été aussi la première des îles de l'archipel de la Société à posséder une dynastie royale. Celle-ci débuta par le règne du demi-dieu Hiro, fils de Haehi, petit-fils de Uruumatata, arrière-petit-fils de Raa, le dieu soleil. Hiro fut le premier roi de l'île et il y fonda le célèbre marae d'Opoa qu'il consacra au dieu Horo ou Oro, le souverain du monde, dont il était aussi le descendant. Hiro fut après sa mort élevé au rang des dieux ; on l'honora comme dieu des voleurs et ses successeurs lui élevèrent un petit marae à côté de celui du dieu Oro, son ancêtre. Le nouveau dieu fut surtout adoré dans l'île Huahine-iti.
Hiro eut deux fils : Haneti et Ohatatama. Haneti succéda à son père comme roi de Ra’iātea, celui-ci lui ayant légué le signe de sa puissance, qui consistait en une ceinture rouge (maroura) tournée autour des reins. Ohatatama ne voulut pas vivre sous la domination de son frère : il se retira dans l'île de Faanui, s'en proclama roi, et ceignit une ceinture blanche pour montrer qu'il était un monarque indépendant.

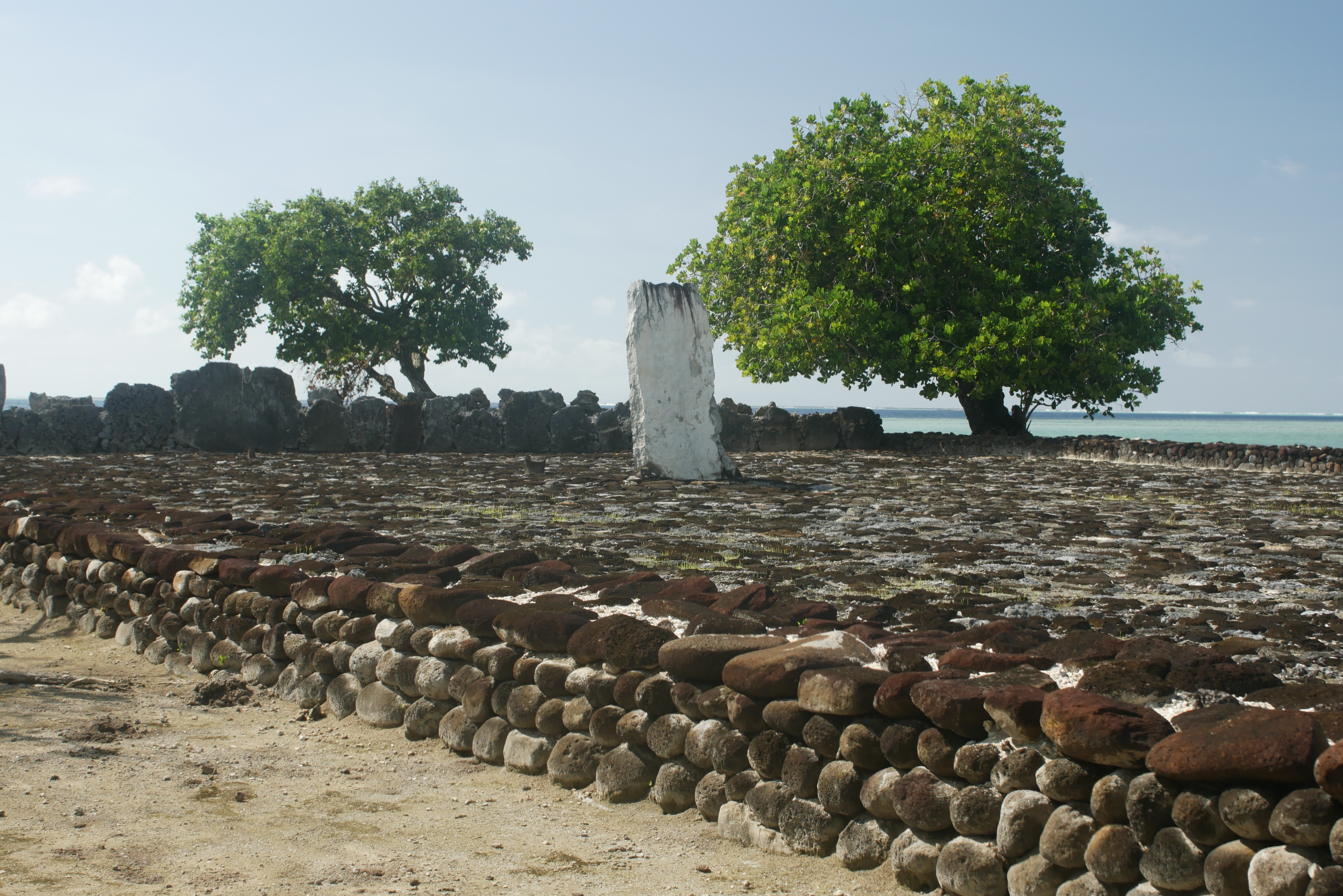
Marae Taputapuātea

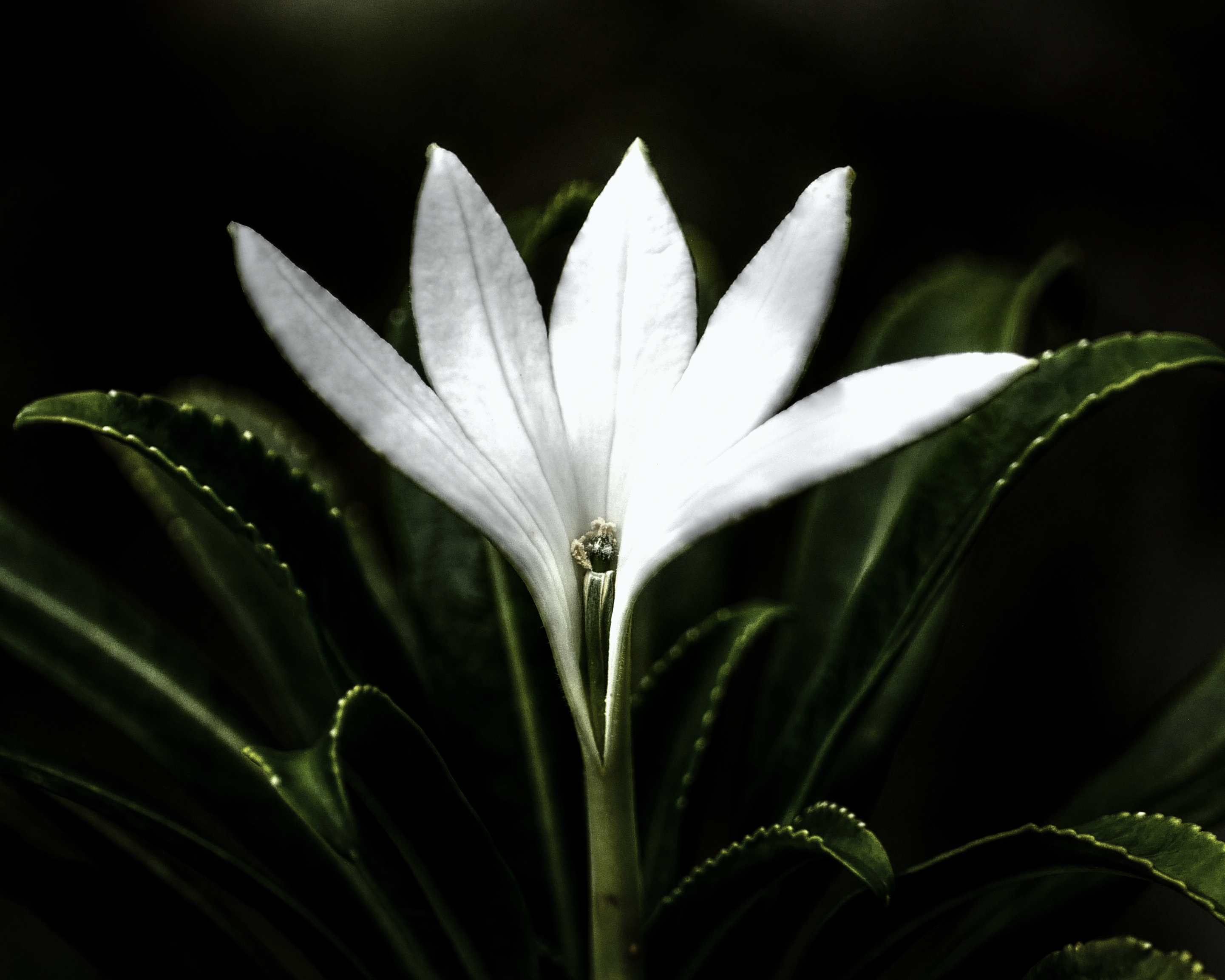
Tiare 'apetahi

### Sites et monuments
De nombreux marae, vestiges d'anciens et importants lieux de culte sacrés, sont présents sur l'île, dont le marae de Taputapuatea, le plus grand et le plus sacré des marae de la Polynésie. Le 22 février 2016, à l'occasion d'une visite officielle en Polynésie française passant par Ra’iātea, le président de la république François Hollande se rend sur le site.
Ra’iātea se distingue également par la fleur du tiare 'apetahi, un petit gardénia blanc endémique du Temehani Rahi, l’une des plus hautes montagnes de Ra’iātea. La particularité et la rareté de cette fleur en ont fait l'un des symboles de l'île.

## Communes
L'île est partagée en trois communes :
- Uturoa (16 km2) (tahitien 'Ōuturoa), capitale administrative des îles sous le vent;
- Taputapuātea (88 km2) qui regroupe les districts de Avera, faaroa, Ōpoā, fareatai et Puohine;
- Tumaraa (71 km2) ou Tumara’a qui regroupe les districts de Tevaitoa, Tehurui, Vaia'au et Fetuna.

La population de l'île comprend environ 12 024 habitants, principalement concentrés autour de la ville principale, Uturoa, et dans de nombreux villages comme Avera, Opoa, Tevaitoa ou Vaia'au, centres de districts.

## Économie

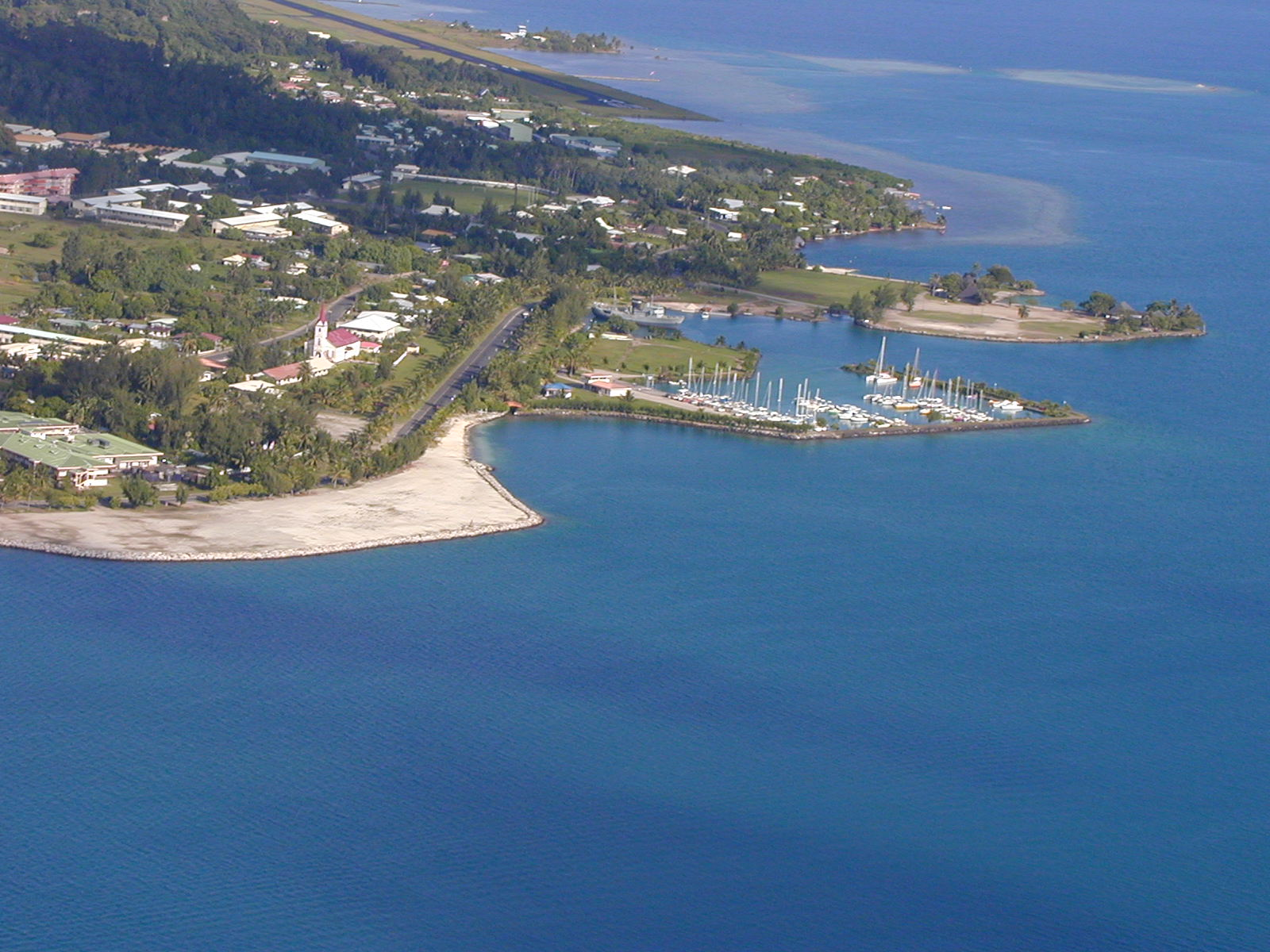
Vue aérienne d'un petit port

L'économie de Ra’iātea est caractérisée par une forte activité agricole tournée vers le marché local, mais quelques produits d'exportation comme la vanille, l'ananas, le coprah, et le nono sont également cultivés. La vallée de Fa’aroa, dotée d'un important domaine territorial, est l'un de ces centres de l'activité agricole. L'élevage est une activité réduite, centrée sur l'exploitation des bovins, ovins, volailles et porcins. La perliculture est une activité importante, avec une présence notable de fermes perlières. L'importante activité agricole est soutenue par la présence d'un centre de l'économie rurale et d'un laboratoire de recherche, principalement axé sur la culture de la vanille.
L'activité touristique est plus réduite que celle d'autres îles de l'archipel, et principalement organisée autour d'un réseau de pensions de familles, de plusieurs marinas, d'escales de croisières, du Sunset Beach Motel, du Raiatea Lodge Hotel, Opoa Beach Hotel.
Il existe par ailleurs un secteur industriel embryonnaire, orienté vers le marché local et les activités liées à l'entretien des voiliers et la construction navale, l'île étant dotée d'un carénage.
Le principal bassin d'emploi et d'activité économique est lié au marché de la consommation et aux importantes infrastructures administratives et publiques.
L'île dispose d'un aérodrome.

## Équipements publics

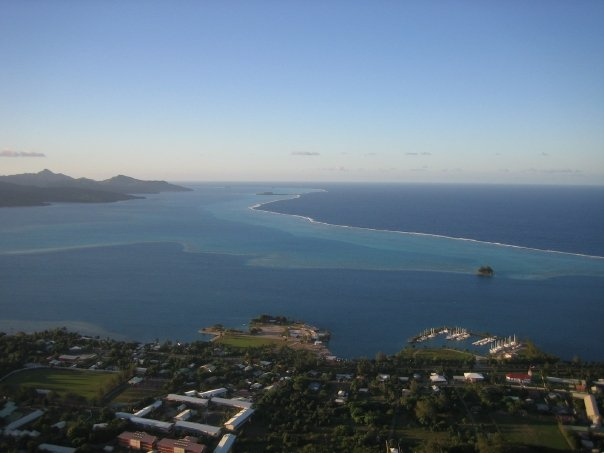
Une partie d'Uturoa vue du Tapioï : le lycée, la marina et le stade.

L'île est ceinturée par une route de 98 km, tandis qu'une autre la traverse en son centre. De nombreux travaux d'infrastructure ont été réalisés depuis les années 1980 pour améliorer le système routier et désenclaver la partie sud de l'île de par l'aménagement de ponts, le goudronnage, l'installation de réseaux électriques, téléphoniques et de distribution d'eau potable.
Le port de Uturoa est réaménagé au début des années 2000, permettant aux paquebots de croisière comme le Tahitian Princess, le Gauguin, l'Amsterdam ou encore Le World de faire des escales hebdomadaires pendant la saison touristique.
Ra’iātea est la capitale administrative des îles Sous-le-Vent, résidence de l'administrateur d'état. On y trouve un hôpital, un lycée d'enseignement général et un lycée d'enseignement professionnel, plusieurs BTS, trois collèges (dont un privé) et plusieurs écoles primaires et maternelles. Ra’iātea est la seule île de Polynésie (hors Tahiti) dotée de lycées. De ce fait, la plupart des élèves des îles avoisinantes comme Bora-Bora, Taha'a, Maupiti ou Huahine viennent y poursuivre leurs études secondaires. L'île possède également un aérodrome, un port de commerce, un marché et deux ports de plaisance.

## Monuments et lieux
- Marae de Taputapuātea
- Église de Uturoa
- La rivière de Fa'aroa est la seule rivière navigable de Polynésie. Elle peut être remontée en pirogue sur quelques kilomètres ou en paddle.

## Personnalités liées à l'île
- Tupaia (c.1725-1770), navigateur, interprète et prêtre, expert en coutumes polynésiennes, qui accompagne le capitaine britannique James Cook lors de son premier voyage dans le Pacifique, est originaire de Ra’iātea.
- Aoutourou (v. 1740-1771), né à Ra’iātea, premier tahitien à atteindre l'Europe.
- Omai (v.1751-1780), un autre compagnon de voyage (plus tardif) de James Cook, est également originaire de Ra’iātea.
- Poiatua, princesse, prise en otage par James Cook.
- Le chef Hapaitahaa a Etau, dit Teraupoo. En 1888, l'île de Ra’iātea est annexée avec d'autres îles de l'archipel par le gouverneur Lacascade. Cette annexion française provoque une insurrection, conduite par Teraupoo, à Ra’iātea, Taha'a et Huahine. Après dix ans d'escarmouches les Français capturent Teraupoo le 16 février 1897, après de violents combats aux alentours de Tevaitoa. Déporté en Nouvelle-Calédonie avec d'autres insurgés et leurs familles, ils sont graciés quelques années plus tard. Teraupoo revint à Ra’iātea finir ses jours, en se tenant éloigné de la vie publique[6].
- Samuel Raapoto (1921-1976), premier président de l'Église évangélique de Polynésie française, membre de l'Académie tahitienne.
- Sylvie Crossman (née en 1954), écrivaine et éditrice native de Ra’iātea, cofondatrice des éditions Indigène.
- Gary Tamatoa Zebrowski (né en 1984), snowboardeur natif de Ra’iātea ayant représenté la France aux Jeux Olympiques de Turin et Vancouver.

## Honneur
L'astéroïde (145558) Raiatea porte son nom.

## Galerie

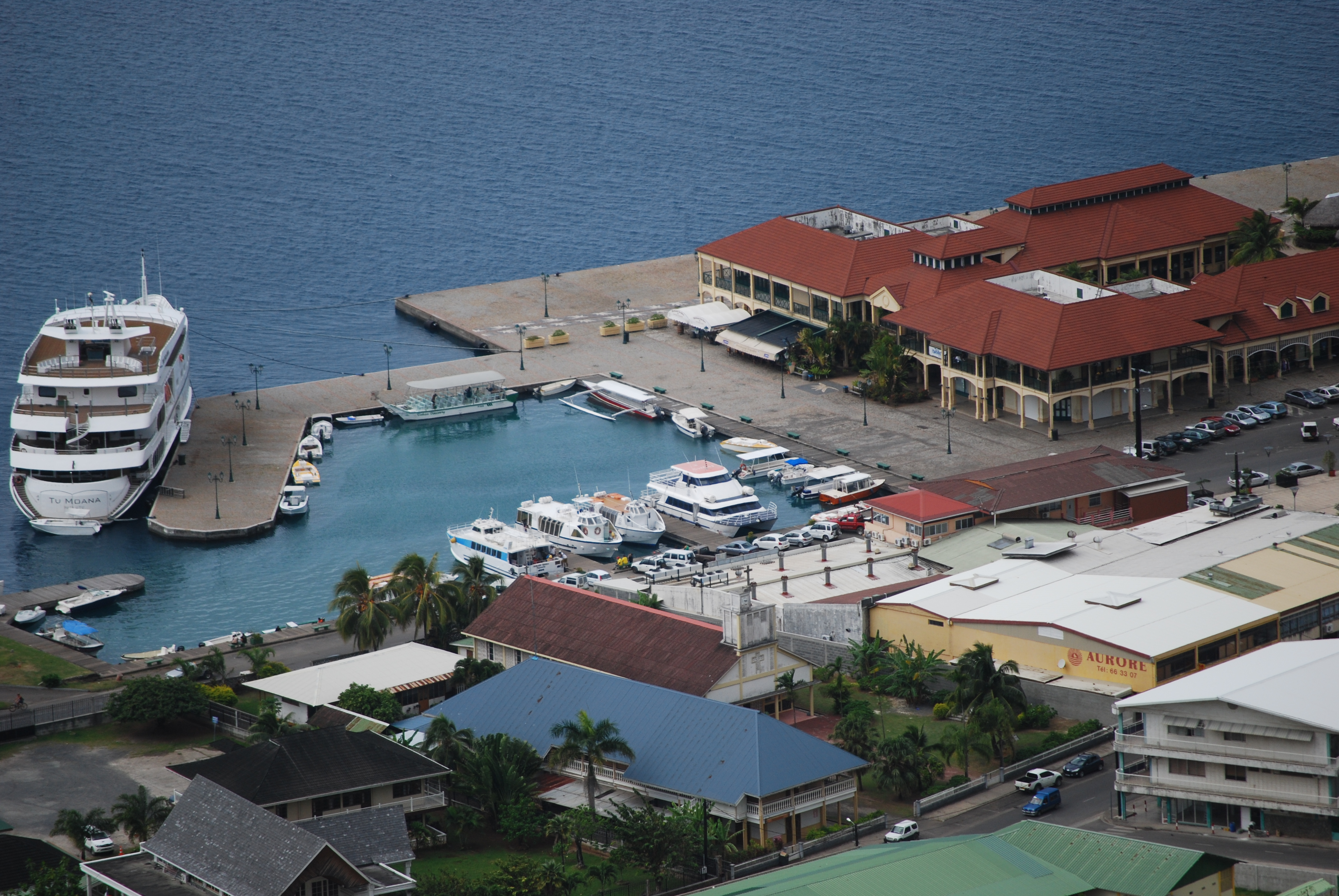
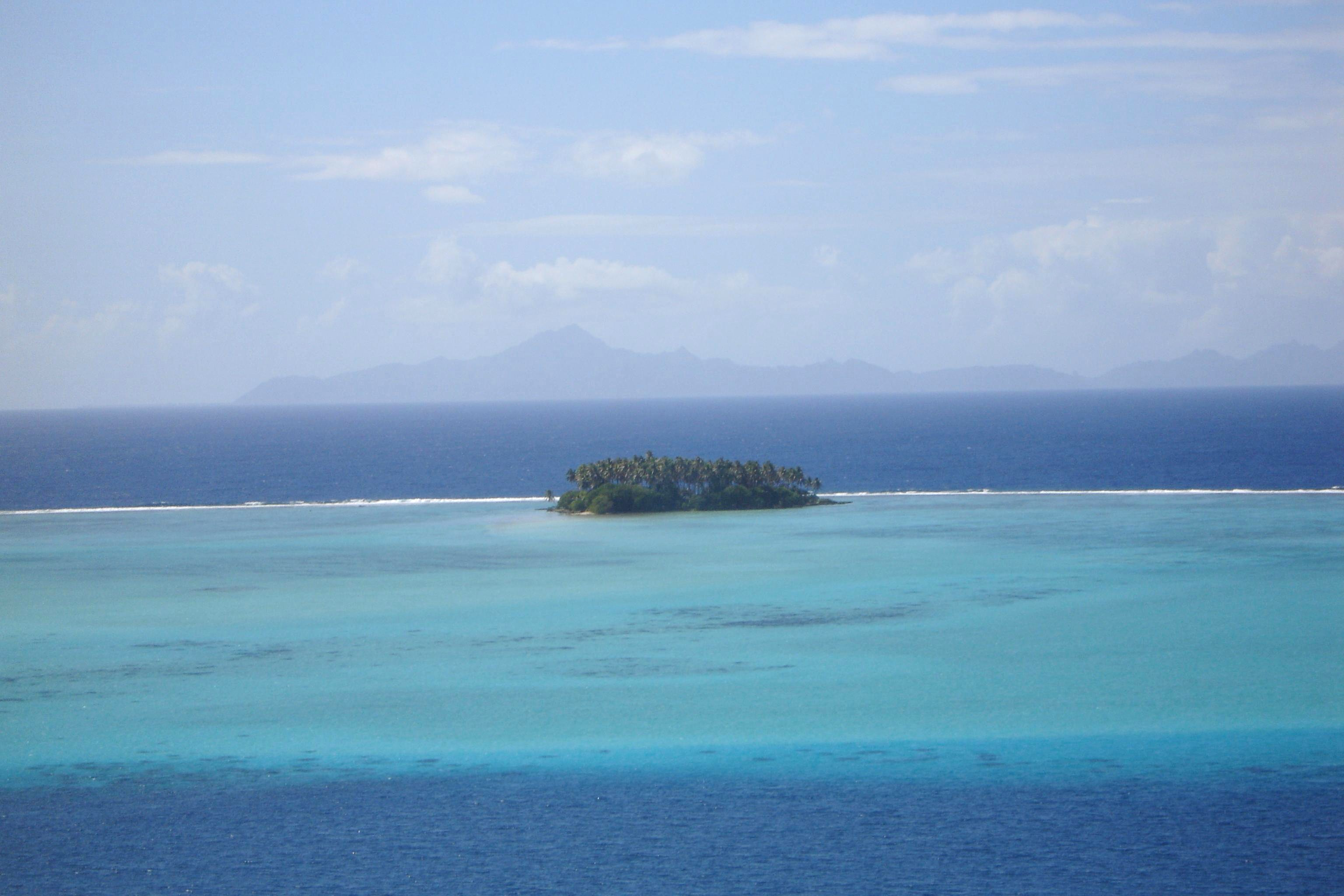
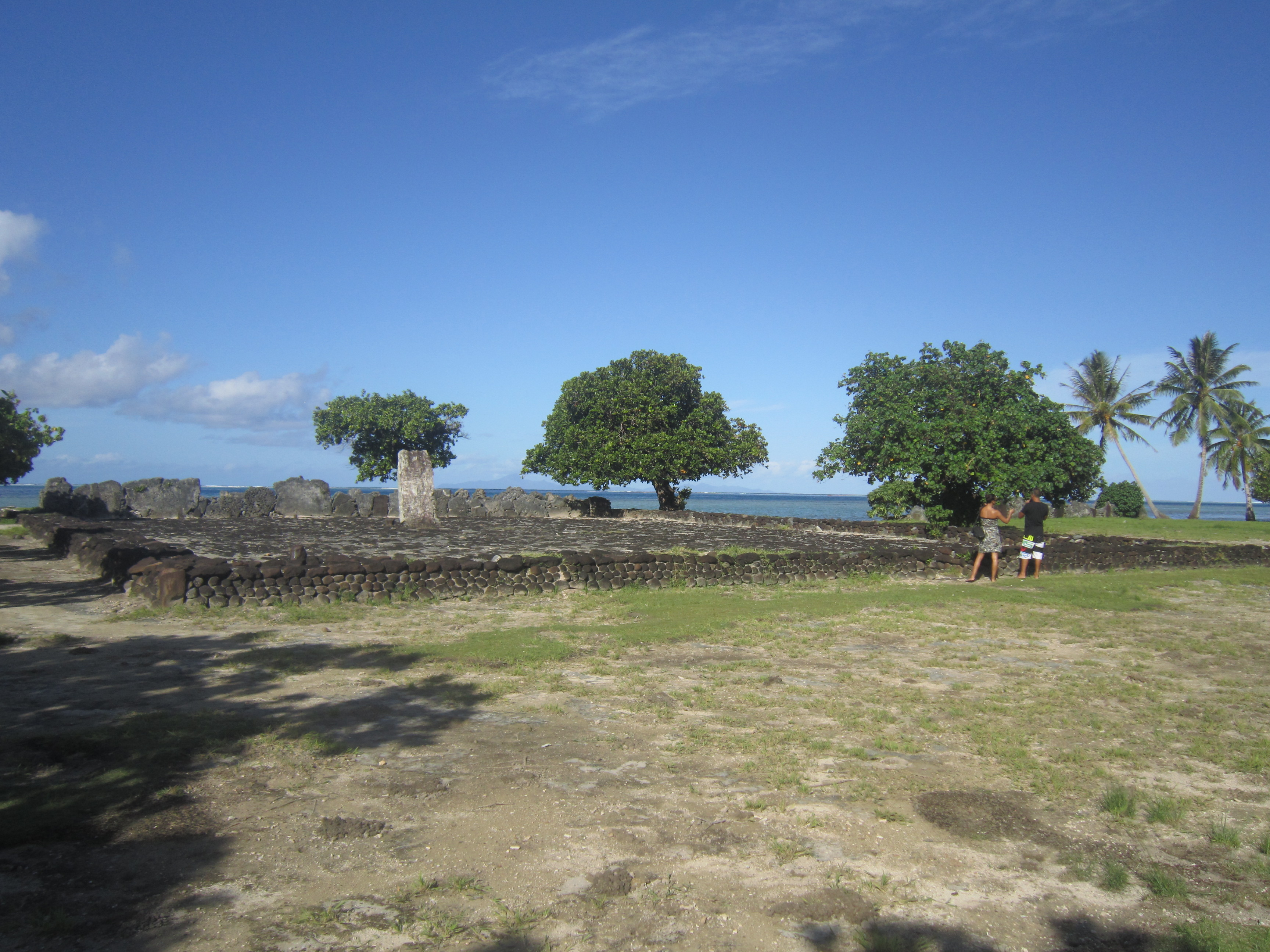
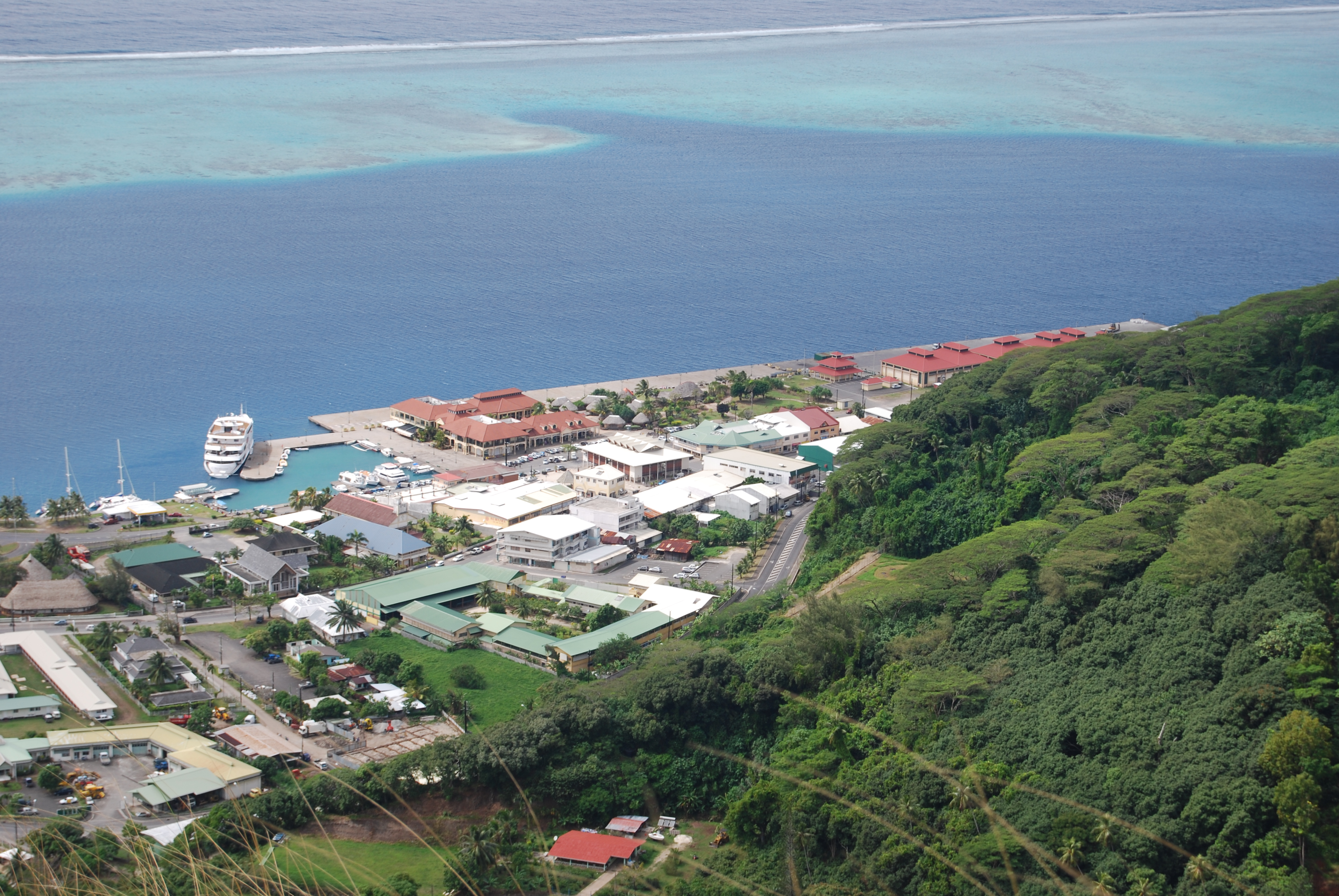
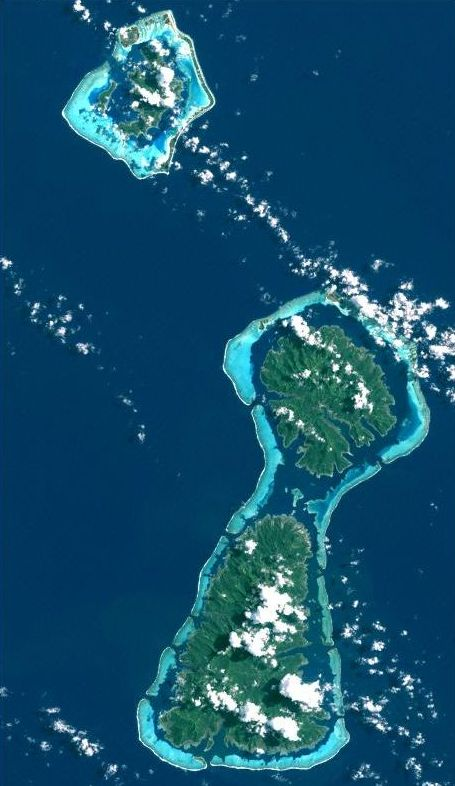
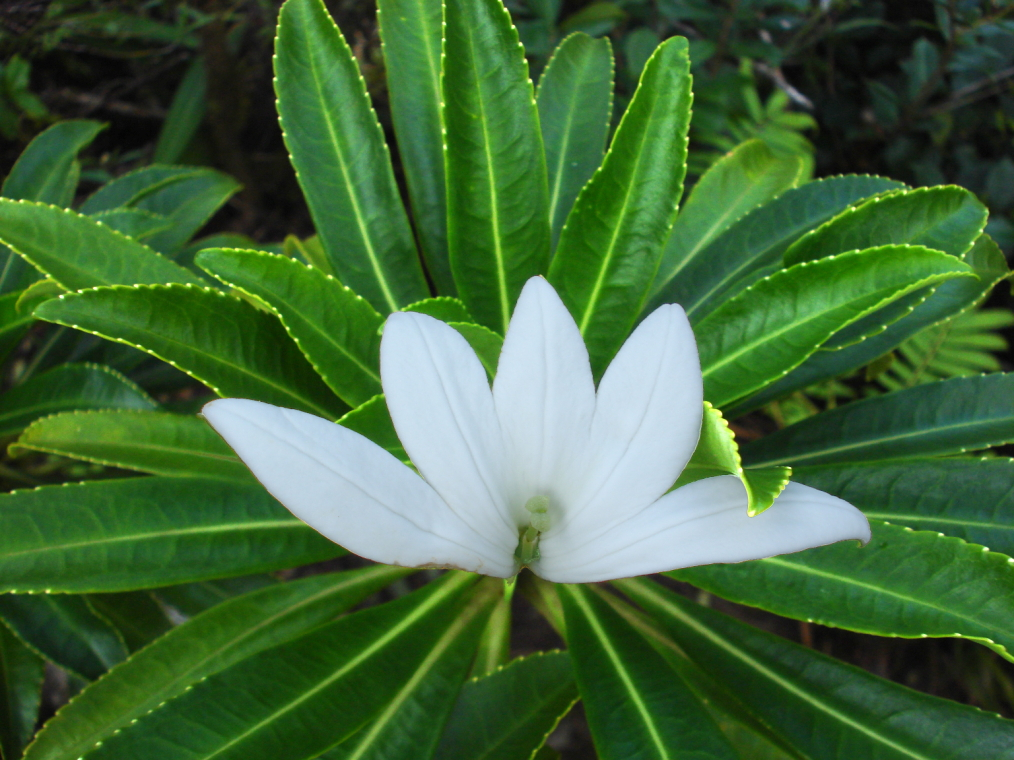
Tiare 'apetahi, fleur endémique de l'île